# Agente racional

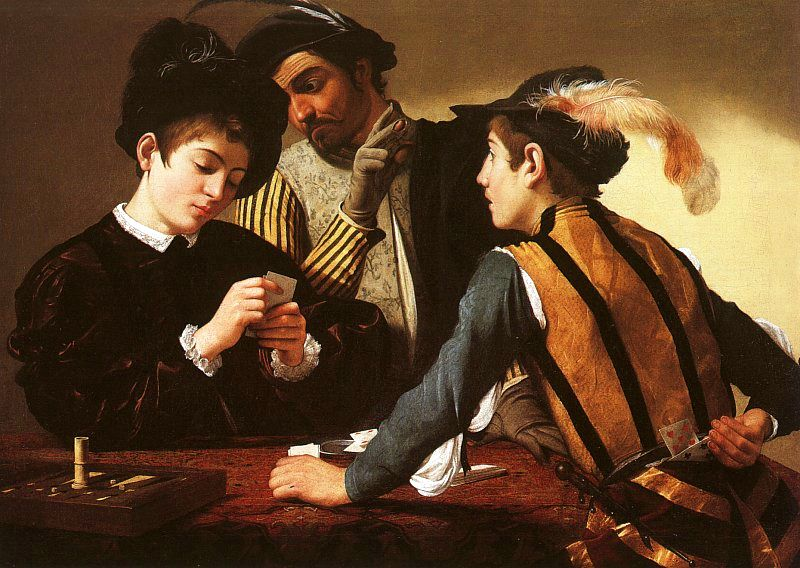
Jugadores de cartas de Caravaggio

En economía, teoría de juegos, teoría de la decisión e inteligencia artificial, un agente racional es un agente que tiene preferencias claras, en los modelos con incertidumbre su objetivo es maximizar los valores esperados, y siempre elige para llevar a cabo la acción con el resultado esperado óptimo por sí mismo, de entre todas las acciones posibles. Los agentes racionales también se estudian en el campo de la ciencia cognitiva, la ética y la filosofía, así como la filosofía de la razón práctica .
Un agente racional puede ser considerado cualquier cosa que tome las decisiones, por lo general una persona, empresa, equipo o software.
La acción de un agente racional toma depende de:
- Las preferencias del agente
- La información del agente de su entorno, que pueden provenir de experiencias pasadas
- Las acciones, los derechos y obligaciones a disposición del agente
- Los beneficios estimados o reales y las posibilidades de éxito de las acciones.

En teoría de juegos y la economía clásica , a menudo se asume que los actores , personas y empresas son racionales. Sin embargo, la medida en que las personas y las empresas se comportan de manera racional es objeto de debate. Los economistas suelen suponer modelos basado en la teoría de la elección racional y de la racionalidad limitada para formalizar y predecir el comportamiento de los individuos y las empresas. Los agentes racionales a veces se comportan de maneras que son contra-intuitivas para mucha gente, como en el dilema del viajero .
La inteligencia artificial ha tomado prestado el término "agentes racionales" de la economía para describir programas autónomos que son capaces de tener una conducta dirigida a objetivos. Hoy en día existe un considerable solapamiento entre la investigación en IA, la teoría de juegos y la teoría de la decisión. Los agentes racionales de AI están estrechamente relacionados con  los "agentes inteligentes" y con los programas de software autónomos que muestran inteligencia.

## Otras definiciones
Según Russell y Norvig, la racionalidad en un momento determinado depende de cuatro factores:
- La medida de rendimiento que define el criterio de éxito.
- El conocimiento del medio en el que habita acumulado por el agente.
- Las acciones que el agente puede llevar a cabo.
- La secuencia de percepciones del agente hasta este momento.

Lo cual nos puede llevar a la siguiente definición:
En cada posible secuencia de percepciones, un agente racional deberá emprender aquella acción que supuestamente maximice su medida de rendimiento, basándose en las evidencias aportadas por la secuencia de percepciones y en el conocimiento que el agente mantiene almacenado.